# Zija’eddin Szademan
Sejed Zija’eddin Szademan, pisany również jako Szadman (pers.  ضیاء‌الدین شادمان; ur. 27 listopada 1923 w Teheranie, zm. 11 marca 2009 w Montrealu) – irański polityk i koszykarz (olimpijczyk).
Uprawiał głównie siatkówkę i koszykówkę. W 1948 roku wystąpił wraz z drużyną na igrzyskach olimpijskich w Londynie (były to jego jedyne igrzyska olimpijskie). Podczas tego turnieju wystąpił co najmniej w trzech meczach, nie zdobywając żadnych punktów. Irańczycy zajęli ostatecznie 14. miejsce na 23 ekipy.
Członek irańskiego parlamentu, pełnił m.in. urząd ministra ds. parlamentarnych w rządzie Amira Abbasa Howejdy. Na początku lat 70. był gubernatorem w stanie Markazi.
W połowie lat 60. XX wieku był burmistrzem Teheranu.
Ukończył studia prawnicze (albo ekonomiczne) i uzyskał stopień doktora. Pod koniec życia mieszkał w Montrealu, w którym zmarł.